# Torben Juul Nielsen
Torben Juul Nielsen (født 27 november 1967) er en dansk skolelærer og tidligere maratonløber, som stiller op for Viking Rønne.
Torben Juul Nielsen var også sponsoreret af ,New Balance i en længere periode.

## Personlige rekorder
- 10 km: 29.52 (i 2002)
- Halvmaraton: 1.05.30 (i 2001)
- Maraton: 2.17.30 (i 2002)

## Resultater
- 2001, 2002, 2004, 2006 – Vinder af H.C. Andersen Marathon.
- 2002 – Nr. 26 ved EM i maraton i 2002 med tiden 2.23,36.
- 2004, 2006 – Vinder af Copenhagen Marathon.
- 2007 – Vinder af Viborg City International Marathon med tiden 2:29:24[1]
- 2016, vinder af Stevns-klint naturløb